# Friedmann Dávid (zsolnai rabbi)
Friedmann Dávid (Kovácsvágás, 1859. szeptember 15. – Zsolna, 1940) szegedi, majd zsolnai rabbi.

## Élete
Az Abaúj-Torna vármegyei Kovácsvágáson született. Talmudi tanulmányokat folytatott előbb otthon, 1882–1889-ben Prágában és egyúttal elvégezte a gimnáziumot. 1889-ben a prágai német egyetem, 1890 és 1894 között a Budapesti Rabbiképző növendéke volt. 1892-ben avatták bölcsészdoktorrá Budapesten, 1894-ben pedig rabbivá. 1895-ben Szeged választotta meg rabbijává. 1898-tól Zsolnán működött főrabbiként. Haláláig ebben az állásban szolgált.